# Solpugassa rudebecki
Solpugassa rudebecki är en spindeldjursart som beskrevs av Lawrence 1961. Solpugassa rudebecki ingår i släktet Solpugassa och familjen Solpugidae. Inga underarter finns listade i Catalogue of Life.